# ヒョウモントカゲモドキ

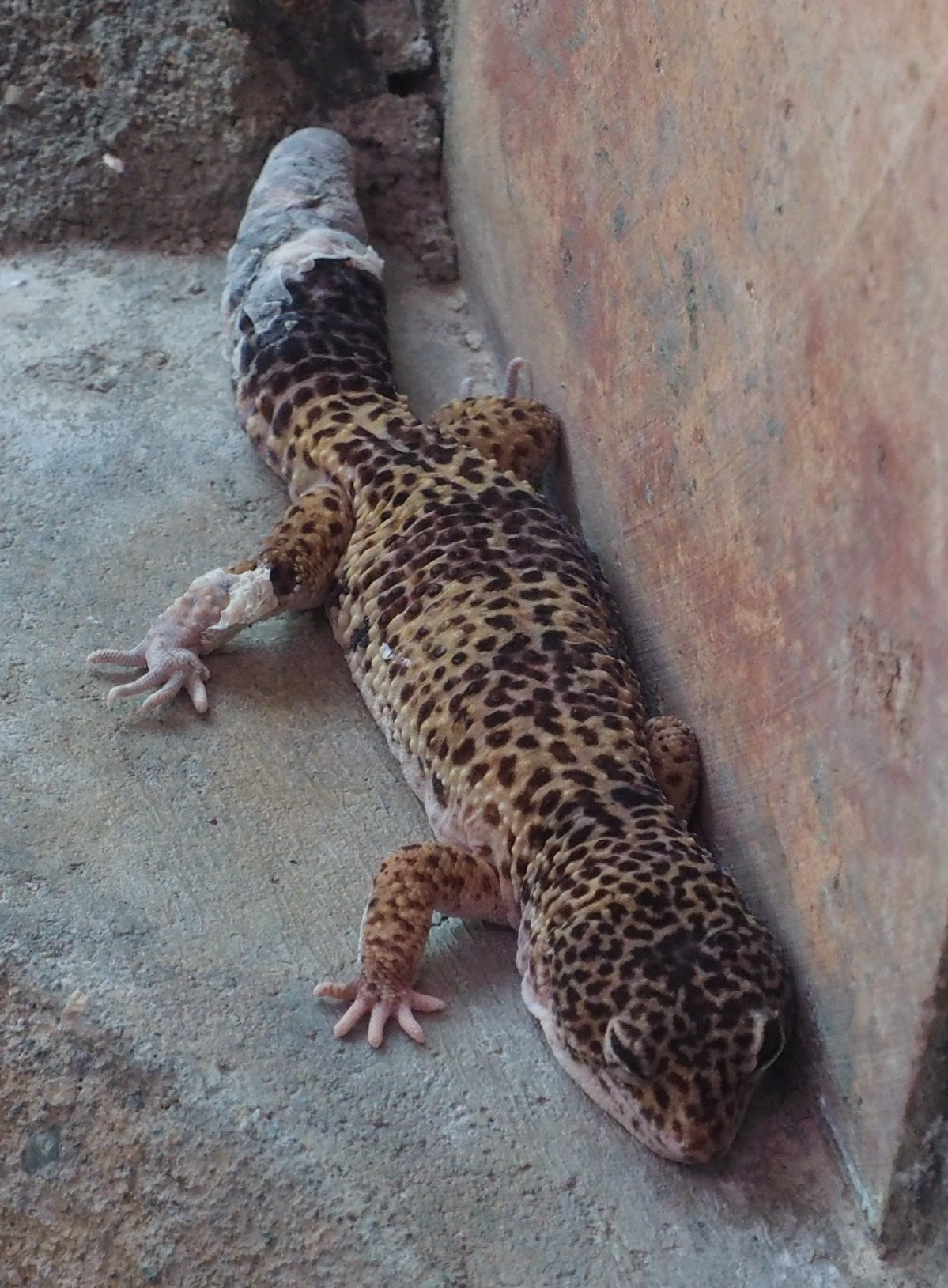
仙台市八木山動物公園の飼育個体。脱皮後。

ヒョウモントカゲモドキ (豹紋蜥蜴擬き 、Eublepharis macularius) は、爬虫綱有鱗目トカゲモドキ科Eublepharis属に分類されるヤモリ。

## 分布
アフガニスタン南部および東部、インド北西部、北部を除くパキスタン
模式産地はパンジャーブ州ソルトレンジ（パキスタン）。

## 形態
頭胴長オス11 - 15.8センチメートル、メス10.9 - 12.7センチメートル。体型はやや細いが、累代飼育個体はこの限りではない。腹面の鱗（腹板）は丸みを帯び、21 - 30列が重なり合って並ぶ。尾の腹面には3 - 4列の鱗（尾下板）が並ぶ。
上唇を覆う鱗（上唇板）は8 - 12枚、下唇を覆う鱗（上唇板）は8 - 10枚。四肢はやや長い。指趾の裏の鱗（趾下板）は凹凸状で、趾下板同士の間には隙間がある。後肢の第4趾の趾下板の数は17 - 26。
オスの総排泄孔前部にある小さい孔の空いた鱗（前肛孔）の数は8 - 17。
種名maculariusは「斑紋のある」を意味し、名前の通り体表には黄褐色の地色に黒い斑点が入る。幼体には黄色と黒の明瞭な横帯模様（バンド模様）が見られるが、この模様は成長と共に消失する。
体表には一見、鱗がないように見えるが、頭部や背中、脚部、尾には粒状の鱗が点在し、喉や腹部には細かい鱗が並んでいる。ヤモリ科の中では比較的丈夫な皮膚をしているが、強く掴むと剥がれることがある。他の爬虫類と同様に脱皮を繰り返して成長し、脱皮時は体表が白く濁ったような状態になり、その下に新しい皮膚が形成される。
イモムシ状で特徴的な節がある尾には栄養を貯蓄する機能があり、水さえあれば数か月は何も食べなくても生存できる。尾は個体によっては頭部の幅ほどに太くなる。尾は自切し、再生した尾は元の形状とは異なるカブのような形状になり、自切した部位や自切後の栄養状態などで再生尾の形状・模様・色彩は変化する。
腋の下には腋下ポケットと呼ばれる窪みがあり、この窪みにどのような意味があるのかは分かっていない。栄養状態がよい個体は、腋から背中よりにかけて水泡ができるが、これは尾に貯蓄しきれなかった脂肪が脇の下に蓄えられたものである。
通常、メスよりオスの方が大きく成長する。雌雄の判別は幼体では分かりにくいが、成体のオスでは総排泄孔の上方に前肛孔という横一列の小さな窪みが存在し、尾の付け根にはヘミペニスが収納されているクロアカルサックがあるため膨らんでいる。メスにはそのような前肛孔や尾基部の膨らみはない。

## 分類
地域変異が大きく亜種を認める説もあるが、分布の境界線が不明瞭・識別形態である第4趾の趾下板の数が重複する・識別形態が不明瞭という問題もある。
以下の分類はGo!! Suzuki(2017)・Reptile Database(2020)（ただしReptile Databaseは種としては記載者・記載年に括弧があったが、基亜種には記載者・記載年に括弧に括弧がない）、分布はGo!! Suzuki(2017)に従う。
Eublepharis macularius macularius (Blyth, 1854)
インド北西部、北部およびシンド州を除くパキスタン
Eublepharis macularius afghanicus Börner, 1976
アフガニスタン南東部および東部、パキスタン北西部の一部
Eublepharis macularius fasciolatus Günther, 1876
シンド州（ハイデラバード周辺）
Eublepharis macularius montanus Börner, 1976
シンド州（カフチ周辺）
Eublepharis macularius smithi Börner, 1981
インド北部（ニューデリー周辺）

## 生態
主に砂漠気候にあるハマビシ科の藪が点在する岩石砂漠や草原などに生息するが、インド北西部やパキスタン南部では亜熱帯性の乾燥林や乾燥低木林にも生息する。地表棲だが、木のある環境では半樹上棲傾向もみられる。夜行性だが、季節によっては薄明薄暮性傾向がみられる。昼間は岩の隙間や割れ目・他の生物が掘った巣穴などで休む。環境が好適であれば人工物を隠れ家にすることもあり、石壁の柱や水道管の隙間・廃棄されたホテルの床下などを隠れ家とした例もある。単独で生活するが、隠れ家に複数個体が集まることも多い。北部個体群や高地個体群は9月から翌3月まで冬眠する。
主に甲虫・直翅類・鱗翅類の幼虫などの昆虫を食べるが、クモ・サソリ・多足類などの節足動物、本種を含むヤモリ類・メクラヘビ類などの爬虫類、齧歯類の幼獣などの小型哺乳類なども食べる。捕食者としてキツネ類やジャッカル類などのイヌ科・エジプトマングース属Herpestesなどの食肉類、タカ類・フクロウ類などの鳥類、ナンダ・フードコブラ属などのヘビ類、オオトカゲ類などが挙げられる。
繁殖様式は卵生。繁殖期になるとオス1頭と複数頭のメスからなるハレムを形成する。オス同士では四肢を突っ張った後に尾を揺らして威嚇しあい、それでも相手が引かない場合は噴気音をあげる・尾で叩く・噛みつくなどして激しく争う。1回に主に2個の卵を、年に2 - 3回に分けて産む。卵は野生下では1か月、飼育下では33 - 81日で孵化する。性染色体を持たず、発生時の温度により雌雄が決定（温度依存性決定）し、24 - 28℃ではメス、29.5℃では雌雄同率、より高温では33℃まではオスの比率が高くなり、35℃を上限としたより高温ではメスの比率が高くなる。
夜行性で、乾燥地から半乾燥地に生息しているが、日中は岩の隙間や倒木の下、他の生物が掘った穴など、湿度が高いと考えられる場所に隠れている。趾下薄板を持たないため壁面などは登れず、立体的な活動はほとんど行わない。歩行時は尾を引きずらずにやや持ち上げる。餌を狙う時、威嚇時は尾を上げて左右に揺らす。
食性は肉食性で、昆虫や節足動物、小型哺乳類などを食べる。決まった場所に糞をする習性がある。糞は通常、葉巻型で黒か濃茶色をしており、糞には食べた虫の羽や脚が混入する。また、白い固形の尿酸も排出する。
脱皮時は、障害物などに鼻先を擦り付けて上顎から皮を剥く。それから口で皮を引っ張り、服を脱ぐように上半身から後ろ足、尾にかけて古い皮を剥いていく。剥いた皮は大抵の場合、その場で食べてなくなる。体の部位ごとに数日から数週間かけて脱皮する多くのトカゲと異なり、ヒョウモントカゲモドキの脱皮は数時間で終了する。
オス1頭に対してメス数頭でハーレムを形成し、性成熟したオス同士は激しく闘争する。交尾をする際、オスはメスの匂いを嗅ぐような仕草を見せ、尾を揺らしたり小刻みに震わせるなどの動作を行う。交尾が可能な場合はメスは尾を上げ、オスはメスの首筋に噛みついてメスを固定し、尾の付け根にあるクロアカルサックからヘミペニスを出し、交尾に至る。
繁殖形態は卵生で、交尾から10日ほどでメスの腹部に卵が透けて見えるようになる。メスは産卵前に穴を掘り、1シーズンに1-2個の卵を、15-20日おきに1-5回に分けて産む。卵は40-60日程度で孵化する。温度依存性決定により、卵の保温状態が摂氏26度の場合はメスのみ、摂氏32.5度の場合はオスが75%の確率で、34度の場合は95%でメスが孵化する。
長寿な種であり、飼育下での寿命はオスで29年、メスで約22年が記録されている。

## 品種
ヒョウモントカゲモドキは、選別交配（セレクティブブリード）や突然変異個体の固定などの品種改良が進んでおり、品種（モルフ）が数多く存在する。ヒョウモントカゲモドキのブリーダーでは、トレンパージャイアントやラプターなどのモルフを作出したアメリカのロン・トレンパーや、スーパーマックスノーを作出したジョン・マック（アメリカ）、マーフィーパターンレスを生み出したパット・マーフィー（アメリカ）、サイクスエメリンを作出したGecko.etc社のスティーブ・サイクス、初期のハイポタンジェリンやキャロットテールで名が知られ、数少ないヨーロッパ由来のアルビノを作出したイギリスのレイ・ハインなどがいる。トレンパーの例では、35世代にわたりほとんど他の血筋を入れずに累代繁殖されている。日本では生物学者の安川雄一郎がヒョウモントカゲモドキのブリーディングをしており、マックスノーの中から細かい模様を持つ遺伝を発見して固定化し、ダイオライトという名称のモルフを作出した。
ヒョウモントカゲモドキのモルフには、基礎となる品種であるベーシックモルフと、ベーシックモルフ同士を交配したコンボモルフがある。「モルフ」と称されるためには形質が親から子に遺伝することが条件であり、ヒョウモントカゲモドキの遺伝は多因性遺伝（ポリジェネティック）、劣性遺伝（リセッシブ）、優性遺伝（ドミナント）、共優性遺伝（コドミナント）の4種類に分かれる。

### 野生色
いわゆるノーマルだが、ハイイエローという品種がノーマルと呼ばれることがあるため、ブリーダーによっては、野生個体同士の交配から生まれた個体をピュアブラッドやワイルドストレインという名称で区別している。原産国が政情不安定などの理由により、野生個体の流通は極端に少ない。分布地によって形質が異なるので、種親を分布地別に区別して繁殖させているブリーダーが多い。選別交配されたファスキオラータスやアフガンには、ジャガーノートという名称が付けられている。
マキュラリウス
亜種Eublepharis macularius maculariusに該当し、パンジャブとも呼ばれる。ハイイエローの元になったとされている。
モンタヌス
亜種Eublepharis macularius montanusに該当し、モンテンとも呼ばれる。
ファスキオラータス
亜種Eublepharis macularius fasciolatusに該当する。
アフガン
亜種Eublepharis macularius afghanicusに該当し、アフガニクスともいう。ペットとして流通しているアフガンは2つの系統に分類されており、一方はアメリカやヨーロッパを中心に繁殖されており、もう一方は日本を中心にブリードされている。

### ベーシックモルフ

#### 多因性遺伝
多因性遺伝（ポリジェネティック）のモルフは、高確率で親の形質が子に遺伝する。そして、同系統の血筋で近親交配（インブリード）による選別交配を繰り返すと、次世代へ行くにつれて形質的な特徴が強調されていく傾向にある。
逆に、系統の違う個体同士で交配すると強調された形質が薄まり、次世代に特徴が出なくなる。ほぼすべてのモルフの基礎となっているハイイエロー（ノーマル）は、このような選別交配の末に誕生した。
ハイイエロー
品種改良の嚆矢となったモルフで、1972年頃に出現した。野生個体（ワイルド）から黄色味が強い個体や体表の黄色い部分が多い個体を交配して生み出された。ほとんどすべてのモルフの基礎となっており、「ノーマル」として販売されている個体はほとんどこのモルフである。古くはゴールデンやハイパーザンティック、スーパーハイイエローなどと呼ばれた。その後、ハイパーザンティックという名称は、ハイイエローとは別のモルフの名前になっている。
タンジェリン
ハイイエローの中から、尾基部や腰の周辺で特にオレンジ色の体表が強い個体を選別交配したもので、1996年に作出された。交配を重ねることで、オレンジ色は全身に広がっている。黒い色素がなければオレンジ色にならず、赤みが強いほど頭部の黒い斑紋は残る。
ハイポタンジェリン
正式名称はハイポメラニスティックタンジェリンで、通称ハイタンと呼ばれる。ハイポメラニスティックとは「黒色色素が減少している」という意味である。体表に黒色の斑紋が少なく、全身にオレンジ色が広がり、黒斑が少ないほどよいとされ、特に胴体部分の黒斑模様がほとんどないものはスーパーハイポタンジェリンと呼ばれる。アメリカのビル・ブラントがハイポタンジェリンの普及に貢献した。ハイポタンジェリンのオレンジ色は、近親交配による選別交配を経て色味が強くなり、別系統同士の交配ではオレンジ色が薄くなる。このため、ブリーダーごとに系統が立てられてブランド化されており、ニーヴィスタンジェリン、ブラッド、ブラッドハイポ、ブラッドバック、エレクトリック、サンバーン、エクストリームサンバーン、ホットエース、アトミック、レッドペッパー、タンジェリントルネードなど多数のブランドが存在する。系統化されている個体はそれらのブランド名で、それ以外はすべてハイポタンジェリンという名称で流通する。ハイポタンジェリン同士を選別交配して作出されたチリレッドというモルフは、完成までに4世代・7年を要する。スーパーハイポタンジェリンに、瞳全体が一色になるエクリプスの因子を組み合わせると、ソーラーエクリプスというコンボモルフが作出される。
エメリン
背中にほのかな緑色の発色があるモルフで、2004年に作出されたエメラルドというモルフとハイポタンジェリンの交配で誕生した。品種名はエメラルドとタンジェリンを組み合わせた造語で、ロン・トレンパーが名付けた。この品種を交配に用いた場合、次世代で体のオレンジ色が強くなる傾向があることから、ハイポタンジェリン系を扱うブリーダーから重要視されている。例として、ハイポタンジェリンの一系統であるブラッドハイポとエメリンの交配で、サンバーンというモルフが作出される。
メラニスティック
体表の黒色を広げたモルフで、ブラックパールやブラックスター、ブラックベルベット、ダークプロジェクトなど幾つかの系統がある。遺伝に関しては不明な部分が多く、全身黒色のモルフはまだ作出されていない開発途上のモルフである。
ハイパーザンティック
地色の黄色と黒い斑紋のメリハリをより強くするために、ハイイエローの中から黄色味が強い個体同士を選別交配して作出された。黒斑が明瞭で、黄色い地色とのコントラストが強い。アメリカのJMG Reptile社が選別交配した血統が知られている。ハイパーザンティックを元にしたコンボモルフは色彩がはっきりしたものになる。ハイパーザンティックはハイイエローの古い呼称でもあった。
ストライプ
背中に太い帯状に模様が入ったモルフ。遺伝が明確に解明されておらず、尾部までストライプが入るものは劣性遺伝とされるが、それ以外は多因性遺伝ではないかと考えられている。背中の模様が複雑になった個体はジャングルまたはアベラントという名称があり、背中に細長い模様が入り、その左右に太い帯状の模様が見える個体はリバースストライプと呼ばれる。
ドーサルストライプ
背中の中央、背骨がある部分に沿って白く細い帯状模様が入った個体をドーサルストライプという。ドーサルストライプのうち、白い帯状模様の両側に赤みがあるものはレッドストライプと呼び、このレッドストライプにレインウォーターアルビノを交配すると、レイニングレッドストライプが誕生する。
バンディット
英語で盗賊（Bandit）という意味で、鼻先に口髭のような黒色模様がある。バンディット同士の交配でもヒゲ模様が消失することがあり、その個体はボールドと呼ばれる。交配で特徴が薄まっていく多因性遺伝を持つことからコンボモルフが少なく、マックスノーバンディットやジャイアントバンディット、アルビノバンディットなどのコンボモルフが存在する。
スノー
ハイポタンジェリンなどとは逆に体色から黄色が抑えられ、白黒のモノトーン調になったモルフ。大きく分けて、The Urban Gecko社のTUGスノー（タグスノー）やReptillian Gem社のGEMスノー（ジェムスノー）といったポリジェネティックスノーと、コドミナントスノーの2系統からなる。TUGスノーとGEMスノー以外にも複数の系統があり、それらはTUGスノー・GEMスノーやマックスノーとは区別してラインブレッドスノーと称される。黄色やオレンジ色が強い個体と交配すると、スノーの特徴は消失する。スノー系のコンボモルフに、ギャラクシー、ゴースト、ファントムなどがある。

#### 潜性遺伝

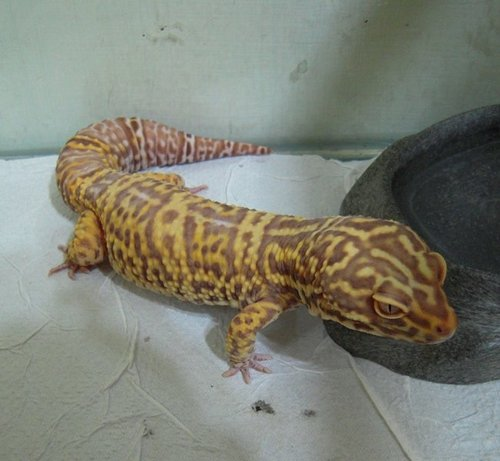
トレンパーアルビノ

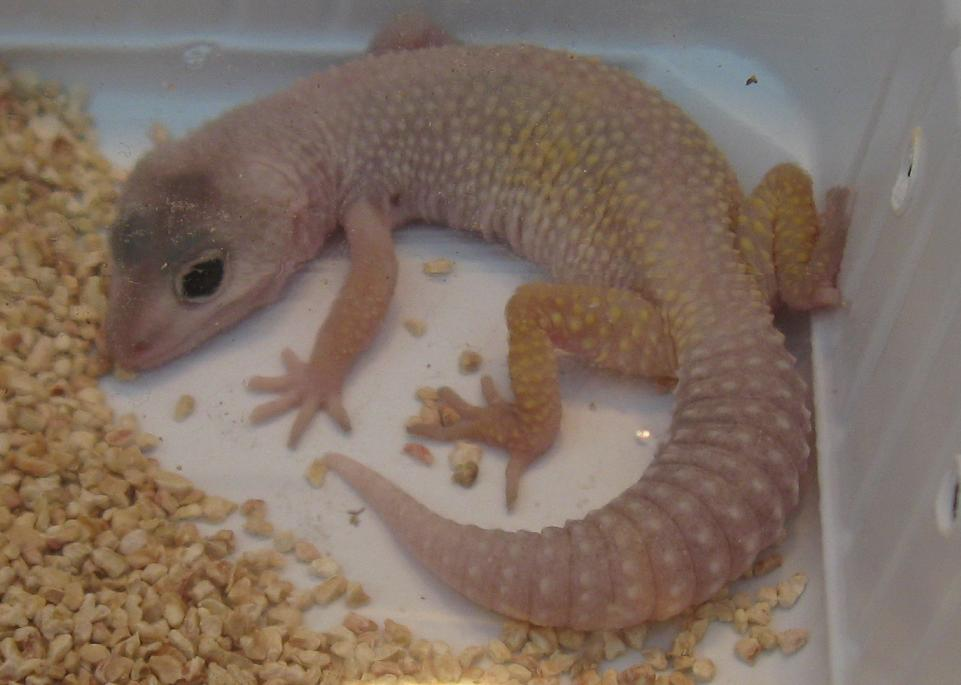
ブリザード

劣性遺伝（リセッシブ）の特徴や形質は、他のモルフと交配した次世代で一度隠れて見えなくなるが、因子は確実に遺伝する。劣性遺伝の表現が出ているものをホモ、出ていないものはヘテロと呼ぶ。メンデルの法則に従い、ホモ同士を交配した場合は、生まれた個体はすべて劣性遺伝の表現が出たホモとなる。
ペット販売店などで販売される生体のうち、劣性遺伝の形質を持っているが、それが表現されていない個体には、品種名の語頭に「ヘテロ」の単語が付加される。また、ヘテロ同士を交配すると、表現が出るホモの他に、表現が出ないヘテロとノーマルも生まれるが、ヘテロとノーマルは外見では区別ができないので、ヘテロの可能性があるという意味で、まとめてポッシブルヘテロと呼ばれる。
アルビノ
ヒョウモントカゲモドキのアルビノはチロシナーゼポジティブアルビノ（t+アルビノ）であるため、メラニン色素が完全に消失したわけではない。主にトレンパーアルビノ、ベルアルビノ、レインウォーターアルビノの3系統が中心となっており、一般的に流通しているヒョウモントカゲモドキでアルビノといえば、トレンパーアルビノを指す。トレンパーアルビノはロン・トレンパーが1996年に作出し、テキサスアルビノとも呼ばれている。バンド模様のまま成長することが多い。ベルアルビノは1999年にアメリカのマーク・ベルが作出し、フロリダアルビノとも言われる。模様のメリハリが強く、色彩が濃い。また、目の赤みが3系統の中で最も強い。レインウォーターアルビノは1998年にアメリカのティム・レインウォーターが作出し、ラスベガスアルビノとも呼ばれる。3系統の中では最も体色が薄く、成長しても淡い黄色になる。3系統のほかに、イギリスのレイ・ハインが作出したレイハインアルビノがあるが、流通量は少ない。瞳孔は赤いが縦に細長いため、アルビノらしい赤目には見えない。目が悪く、低温や明るすぎる環境で飼育すると黒化し易い。トレンパー、ベル、レインウォーターの3系統は互換性がないため、異なる系統のアルビノ同士で交配した子供はすべてノーマルになる。野生個体のアルビノは極めて珍しく、新たな系統を作出するために世界中のブリーダーで取り合いになることもある。
マーフィーパターンレス
1991年に出現したモルフ。発見当初はリューシスティック（白化）や、その略称のリューシとも呼ばれていたが、実際の体色は黄色やクリーム色に近い。作出の初期は尾の先が曲がる奇形の個体が多かった。アルビノやハイポタンジェリンとの交配で体色をより明るくする改良がなされている。幼体には明瞭な模様があるが、成長するにつれて消失する。また、マーフィーパターンレスのヘテロは細かい斑模様が入る。
ブリザード
1995年に出現した白い体色のモルフ。発見当初はマーフィーパターンレスの表現違いと判断され、マーフィーパターンレスとの交配が行われた。このため、初期のブリザードは黄色い体色になる個体が多く、そのような個体はバナナブリザードと呼び分けられた。このモルフを元に、純白の体色と赤い瞳を持つモルフを作出するための計画が進められ、先行して赤い瞳をした純白のヒョウモントカゲモドキの合成写真がインターネット上に掲載されるなどしたが、交配の末に作出されたブレイジングブリザードは、期待していたほどの赤目ではなく、純白に赤目の形質は、後にディアブロブランコという別のモルフで実現した。まれにエクリプスのような黒い瞳の個体が出現するが、遺伝性はない。低温で飼育すると黒化する。黒化して灰色になった個体はミッドナイトブリザードと呼ばれるが、これは後天的な形質である。

#### 顕性遺伝
ヒョウモントカゲモドキの飼育下繁殖では、産まれた子のうち50パーセントが親の形質を受け継いでいれば優性遺伝（ドミナント）とされる。新たなモルフが簡単に作出できる使い勝手のよい遺伝形式であり、発見されたドミナントモルフはすぐに世界中に広まる。
エニグマ
謎（Enigma）という意味を冠せられたモルフ。典型的な形質がないくらいバラエティに富んでおり、色彩や模様の個体差が激しい。幼体は特有のバンド模様がなく、成体は尾の模様が消失し、全体的に淡い色彩になる傾向がある。瞳はノーマルアイだけでなく、マーブルアイや赤い虹彩を持つ個体も多く見られる。他のモルフと掛け合わせると変わった模様の個体が作出されることから、2006年に登場した後、すぐにアメリカで流行した。難点として神経障害を持つ個体が多く、頭を斜めに傾ける、まっすぐ歩けない、同じ所をクルクル回る、餌をうまく採れないなどの異常が見られる。また、致死遺伝を持つ。多くのブリーダーが神経障害の因子を消去しようと試みたが、成功例はない。
ホワイトアンドイエロー
ベラルーシで作出されたモルフ。エニグマとほぼ同様の作用を持ちながら神経障害が出現しないため、世界的に流行した。エニグマで作出されていたものは、ホワイトアンドイエローに置き換えられている。淡い体色をしているが、他のモルフとコンボした場合は派手な体色の個体が作出される。

#### 共優性遺伝
共優性遺伝（コドミナント）はボールパイソンの品種で知られてきた遺伝形式で、コドミナント同士を交配すると、さらに親とは外見の違う個体が25パーセントの確率で誕生する。このような個体はスーパー体と呼ばれる。スーパー体同士を交配すると、次世代は必ず分離し、元のモルフに戻る。共優性遺伝にヘテロは存在せず、劣性遺伝ではヘテロ同士を掛け合わせるとホモが生まれることがあるが、共優性遺伝ではそのような現象は起きず、生まれた孫世代はすべてシブリングと称され、単なる兄弟という扱いになる。
トレンパージャイアント
遺伝が解明されている唯一の大きさに関するモルフで、2000年に作出された。その名の通り巨大化し、オスで全長28センチメートル、体重は150グラムを超える。成長度も早く、一般的なヒョウモントカゲモドキの繁殖可能サイズが50グラムであるところを、このモルフは生後1年未満で100グラム前後に成長する。トレンパージャイアント同士を交配した際に25パーセントの確率でスーパージャイアントが生まれ、大きなものは180グラムを超える。幼体は他の品種に比べて細身の体型で尾が長い。作出者であるトレンパーがアルビノ系を得意としているため、このモルフはアルビノの流通が多い。トレンパージャイアントには、トレンパーが飼育していたジャイアントの個体「ムース」の直系子孫であるムースジャイアントや、スティーブ・サイクスのゴジラジャイアントなどのブランド血統がある。
マックスノー
体色の黄色味の発現が抑えられており、幼体時は特にモノトーン調の体色をしている。成長するにつれて黄色味が出てくる。頭部の皮膚が薄く、眼球が透けて見えるため、アイシャドーを施したようなブルーアイになる。マックスノー同士を交配すると、スーパーマックスノーが生まれる。
スーパーマックスノー
マックスノー同士を掛け合わせて誕生したモルフ。2004年に出現した。体色がほぼ白と黒のモノトーン調になり、背中の模様は途切れたストライプが規則的に並んだ状態になる。マックスノーの目は一般的な品種に見られるノーマルアイだが、スーパーマックスノーの目は瞳全体が黒一色になる。このモルフの登場が、日本国内におけるヒョウモントカゲモドキの人気を上昇させた。

### コンボモルフ

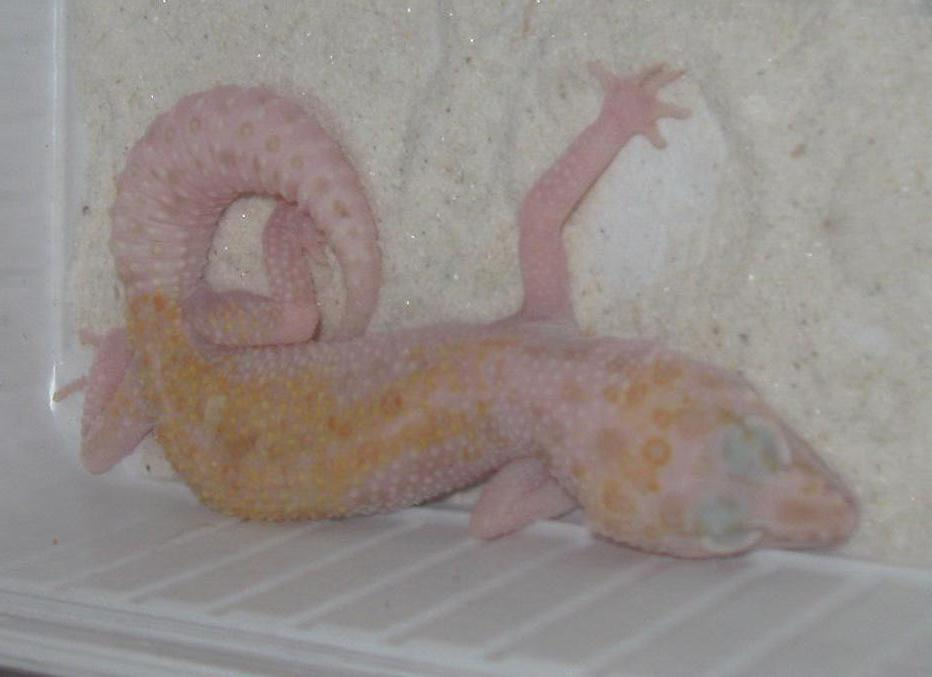
ドリームシクル

タンジェロ
トレンパーが独自に系統立てたタンジェリンの血統と、トレンパーアルビノを交配して作出されたモルフ。作出者のトレンパーは共優性遺伝するとしており、タンジェロ同士を交配して誕生した個体はスーパータンジェロと呼ばれる。スーパータンジェロは成長に従ってバンド模様が消失し、体色がベッタリとしたオレンジ色になる。
ラプター
レッドアイ・アルビノ・パターンレス・トレンパー・オレンジの略称（RAPTOR）であり、2004年にトレンパーが作出した。ラプターのパターンレスは、一般的に知られているマーフィーパターンレスではなく、パターンレスストライプという全く別の系統の表現である。幼体は透き通るような体色をしている。瞳はルビーのように赤く、エクリプス因子が世界中で知られるきっかけとなった。発表当初は、ほぼ模様がない個体をラプターと称していたが、様々な交配を経てパターンレスの血が弱まり、模様が出るものが多い。ラプターにマックスノーを交配するとスノーラプター、マーフィーパターンレスとの交配でエンバー、エニグマと掛け合わせることでノヴァとなる。
アプター
アルビノ・パターンレス・トレンパー・オレンジの略称（APTOR）から由来する名前のモルフ。ラプターの後に作出された。このアプターにエクリプス因子が入るとラプターになる。他のモルフと交配して誕生した個体には、模様が明瞭に出ることが多いが、これは元々この品種を作出する際に、多因性遺伝であるハイポタンジェリンの中から極端に模様が少ない個体を使用したからである。
エンバー
ラプターとマーフィーパターンレスを複合したモルフで、英語で残り火（Ember）を意味する。頭部から胴体にかけて斑紋が完全に消失し、体表は山吹色をしている。尾基部は濃いオレンジ色になり、模様が入る個体もいる。目は真紅のエクリプスまたはスネークアイになる。
レーダー
ラプターのアルビノ因子をトレンパーアルビノからベルアルビノに変更したモルフ。明瞭な色柄を持つ個体が多く、ルビーアイになる。レーダーにマックスノーを交配して誕生した個体はステルスと呼ばれる。
ステルス
レーダーとマックスノーの交配で作出される。目は鮮やかなルビーアイになり、体の斑紋は濃い。また、斑紋と斑紋の間に細やかなスポットが現れる。
タイフーン
ラプターのアルビノ因子をトレンパーアルビノからレインウォーターアルビノに変えた場合は、タイフーンというモルフになる。体表には細かい網目状の模様が残る。タイフーンの目は、ラプターのルビーアイとそれほど変わらない。タイフーン同士を交配した場合、25パーセントの確率でスーパータイフーンというモルフが生まれる。
サイクロン
タイフーンにマーフィーパターンレスをコンボして作出されたモルフ。エンバーとの違いはアルビノの系統で、エンバーの作出にはトレンパーアルビノが使用されるが、サイクロンはレインウォーターアルビノが使用される。エンバーと表現は似ているが、全体的に淡い明るさを持ち、顔や尾の周囲は白が強く出る。瞳は黒に近いワインレッドのソリッドアイである。
ヴォルテックス
サイクロンにさらにエニグマを交配して作出されるコンボモルフ。エニグマには斑紋を乱れさせる性質があるが、ヴォルテックスにはマーフィーパターンレスの因子が入っているため、そのような乱れた斑紋は表現されない。個体によっては、尾などに細かいスポットがパラドックスとして表現されることがある。
サングロー
スーパーハイポタンジェリンとトレンパーアルビノを交配した場合に作出されるモルフ。尾にオレンジ色が乗ったキャロットテールの場合、再生尾はオレンジ色が強くなることが多い。単純にサングローという名称の場合、交配したアルビノはトレンパーアルビノである。サングローの中でオレンジ色が強く、模様がまったくない個体はスーパーサングローと呼ぶ。ハイポタンジェリン系とは、尾部の黒斑の有無で見分ける。
ファイアウォーター
サングローのトレンパーアルビノをレインウォーターアルビノに替えて交配した場合は、ファイアウォーターというモルフが誕生する。
ソーベ
スーパーハイポタンジェリン、マックスノー、エメリンを複合したモルフ。濃厚なオレンジ色と白の体色を目指して選別交配を重ねている開発途上の品種である。
ブレイジングブリザード
ブリザードとトレンパーアルビノを交配したコンボモルフ。アルビノをベルアルビノに置き換えた場合は、より瞳孔が赤くなり、白味が増したベルブレイジングブリザードが生まれる。ブリザードとスーパマックスノーを掛け合わせた場合は、目がワインレッドのような色のルビーアイになったスーパマックスノーブレイジングブリザードが作出される。
ディアブロブランコ
アメリカ人のトレンパーが作出したモルフだがスペイン語で名付けられ、ディアブロ（Diablo）は悪魔、ブランコ（Blanco）は白を意味する。ブリザード・パターンレス・トレンパーアルビノと、劣性遺伝が3重に表現されているトリプルリセッシブで、純白の体色に、透き通った真紅の目を持つ。
マックスノーエニグマ
名前の通り、マックスノーとエニグマのコンボモルフで、優性遺伝のエニグマと共優性遺伝のマックスノーとの交配から25パーセントの確率で得られる。ダイオライトタイプのマックスノーを用いた場合は、斑紋がより細かく散ったような状態になる傾向が強い。
ダルメシアン
マックスノーエニグマ同士を交配して生まれるスーパー体で、いわゆるスーパーマックスノーエニグマである。白い地色にゴマ状のスポットが散りばめられたような模様をしており、犬の犬種であるダルメシアンから名付けられた。
ノヴァ
名前は新星（Nova）を意味する。ラプターとエニグマのコンボモルフで、エニグマの因子が入るために外見の個体差は大きいが、基本的にクリーム色の下地に淡いオレンジ色の模様が入る個体が多い。ノヴァとマックスノーのコンボでドリームシクルが作出され、マックスノーをスーパーマックスノーに入れ替えるとスーパーノヴァが作出される。
ドリームシクル
ノヴァとマックスノーを交配して作出されるモルフで、いわゆるエニグマスノーラプターである。パステル調の淡い黄色の地色に、オレンジ色の斑紋が不規則に並ぶ。成長に伴う体色や模様の変化が少なく、幼体の頃の模様や色彩のまま成長する。目はソリッドアイかスネークアイになる。
ビー
いわゆるエニグマエクリプスで、ビー（Bee）とは、Black Eye Enigumaの頭文字を略した名称である。通常のエニグマと同じく体色は全体的にやや薄く、所々に細かい黒のスポットや、ぼんやりとしたラベンダー色の斑紋、オレンジ色が見られる。目はソリッドアイかスネークアイのどちらかになる。
ブラックホール
ビーとマックスノーを交配したエニグマ系のコンボモルフ。マックスノーの影響で、地色は白が強くなっている。エニグマと同じく個体ごとに模様の差があり、不規則な斑紋を持つ。
ブラッドサッカー
エニグマ、ベルアルビノ、マックスノーの交配により作出されるモルフ。白身の強い地色に、斑紋がコショウを散りばめたように細かく乱れる。目は血走ったように赤く、瞳全体が赤いエクリプスのように見えるが、虹彩と瞳孔は明確に区別できる。
トータルエクリプス
マックスノーのうち、目がエクリプスになった個体同士を交配して誕生するスーパー体で、いわゆるスーパーマックスノーエクリプスである。エクリプス因子の作用で、吻端や脚から斑紋が消失し、白くなる傾向が強い。ギャラクシーとほぼ同じモルフとされており、ブリーダーによってはトータルエクリプスをギャラクシーとして販売することがある。
ギャラクシー
2011年にトレンパーが日本へ来た際に、彼が講師を務めたセミナーで発表されたモルフ。最初に公開された個体には両肩に黄色い斑紋があり、目を月に、細かいスポットを星に、黄色い斑紋を太陽に見立てて、英語で銀河を意味するギャラクシー（Galaxy）と名付けられた。マックスノーとアビシニアンのコンボモルフであるスノーアビシニアンにスーパーマックスノーを交配したものであるとしているが、出自が明確ではなく、コンボの内容を分解するとトータルエクリプスと同様のものであったため、新品種としては懐疑的に見られ、一般的にトータルエクリプスと同類のモルフと認識された。作出者のトレンパーは、ギャラクシーとトータルエクリプスは別のモルフであるとして区別しており、トレンパーへの敬意からトータルエクリプスにあえてギャラクシーと名付けるブリーダーも出てくるなどした。このような複雑な経緯を経て、混乱を避けるためにスーパーマックスノーエクリプスをトータルエクリプス、トレンパーが所持するアビシニアンの血が入った個体をギャラクシーと呼称することで落ち着いた。トレンパーがギャラクシーとして最初に公開した個体に発現した黄色い斑紋はパラドックスであり、後にそのような黄色い斑紋がある個体はパラドックスギャラクシーと名前を改めている。
オーロラ
ホワイトアンドイエローとベルアルビノのコンボモルフ。背部付近の体色は黄色で、背中にはオレンジ色の曖昧な斑紋が不規則に表現され、四肢や尾は淡いピンクまたはラベンダー色になる。
ゴースト
スノーとハイポタンジェリンの交配で作出されるモルフで、体色が淡く、灰色や茶褐色の斑紋が入る。
ファントム
ゴーストにアルビノの因子が入ったモルフで、サングローとTUGスノーをかけ合わせて誕生する。多因性遺伝の要素が強く、表現の個体差が大きい。
クリスタル
レインウォーターアルビノ、エクリプス、マックスノー、エニグマの因子が重なっているコンボモルフ。The Urban Gecko社によって作出された。体色は白く、エニグマの影響でラベンダー色やオレンジ色の不規則な斑紋などが散るように表現される。瞳の色は黒に近いワインレッドになっている。

### 目の形質
目の形質には、銀灰色の虹彩に縦に細長い黒の瞳孔を持つノーマルアイのほかに、虹彩まで黒いエクリプスや、虹彩の中に瞳孔が滲み出したような模様のマーブルアイ、エクリプスから派生したアビシニアンがある。
エクリプスのうち、スーパーマックスノーに代表される黒目をソリッドアイ、ラプターやディアブロブランコなどに見られる赤目をルビーアイ、瞳の縦半分がノーマルで残り縦半分がソリッドとなる形質をスネークアイと呼ぶ。エクリプスは瞳全体が濡れたような黒または赤一色に見えるが、よく見ると同じ色の虹彩と瞳孔がそれぞれ確認できる。スネークアイの個体は、正面から見ると寄り目に見え、愛嬌がある表情を見せる。形質の出現は不規則で、スネークアイ同士の交配からソリッドアイが生まれることがあり、その逆もまたあり得る。エクリプスの因子が入ったモルフには、ノヴァ、ブラックホール、ギャラクシーなどのように、慣例として天体に関する用語が名称に用いられる傾向にある。
アビシニアンは虹彩の網目模様が赤く、血走った目をしているように見える。コンボモルフに活用され、ギャラクシーというモルフにはアビシニアンの形質が組み込まれている。遺伝については不明な点が多い。

### その他の表現
尾に濃いオレンジ色が乗った個体は、ニンジンに見えることからキャロットテールと名付けられる。キャロットテールの定義は明確ではないが、概ね尾の表面積の15パーセント以上が濃いオレンジ色であれば、キャロットテールとされる。
アルビノでありながら明瞭な黒色の模様を持つ個体や、通常では見られない発色をする個体はパラドックスと呼ばれている。パラドックスとされた形質は遺伝しない。作出初期のギャラクシーに見られた黄色の斑紋もこれにあたる。
模様の白色部分が薄紫色に見えるものは、ラベンダーという名称が付く。

## 飼育

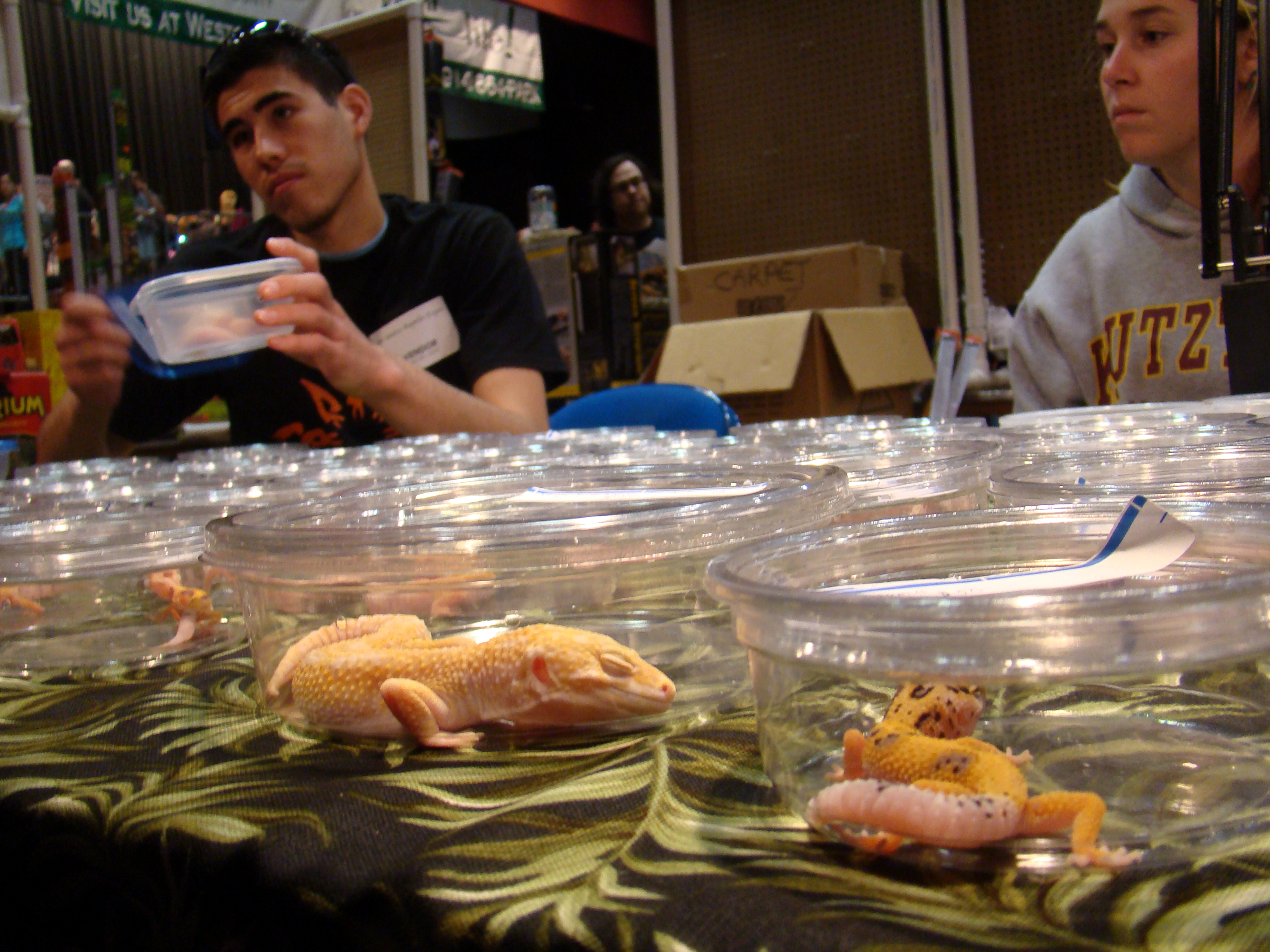
爬虫類の展示即売会で販売されているヒョウモントカゲモドキ。

ペットとして飼われる爬虫類の中でも世界的に人気が高く、特に日本では最も人気のある種類である。流通している個体の9割近くがアメリカやヨーロッパ、日本国内の飼育下で計画的に繁殖された個体（CB）である。1980年代までは主に自然下で捕獲された野生個体（WC）が流通していたが、生息地が紛争地帯や政情不安定な地域のため、野生個体の流通は減少した。2000年代以降では野生種に近い豹紋柄の個体、ハイイエロー（いわゆるノーマル）がもっとも多く流通するようになった。生体はペット販売店での購入や、国内外のブリーダーが集まる爬虫類の展示即売会などのイベントでブリーダーから直接購入するなどで入手できる。孵化したての幼体より、ある程度育った個体の方が温度変化など環境の変化に強いため飼育し易い。
他のトカゲモドキの種に比べて陽気な性質であり、動作が緩慢でおとなしいため、ハンドリングが可能である。ハンドリングをする際は自切や怪我などの事故に注意し、生体の全長が10センチメートルを超えるまではハンドリングを行わないようにする。

### 飼育環境

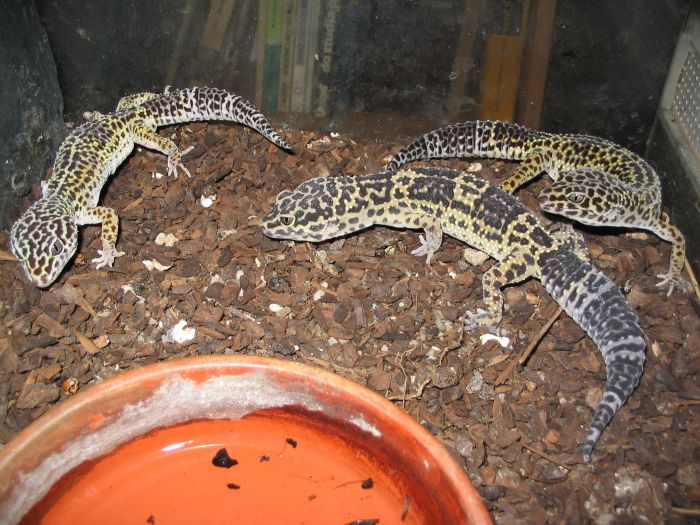
多頭飼いも可能だが、基本的に単独で飼育する。

飼育容器（ケージ）は、生体が逃走できないものであればどのようなものでもよい。ケージの広さは幅が生体の全長の倍、奥行きが全長と同等程度であれば問題ない。なお、前開きケージのほうがピンセット給餌の際に怖がりにくくなる。ヒョウモントカゲモドキは低温に強い種であり、最適とされる飼育温度については賛否両論ある。季節ごとに合わせた室温（常温）のみで育てるほうが丈夫で長生きするとされる理論があるものの、低温になりすぎた場合消化不良や正しく冬眠（クーリング）できなく死んでしまうリスクもあることから初心者向けにはパネルヒーターや保温球などを使い比較的高温（25度以上35度未満）で育てることが進められる。
なお、正式な研究結果ではないものの、一部のブリーダー・飼育経験者によると昼・夜で同じ温度を保つよりも、野生の環境に合わせて夜のみケージ内温度を16～18度まで下げたほうが生体が睡眠の質が上がり健康に良く長寿につながるとされている。
床材は市販の砂などを使用するが、特に幼体は餌と一緒に砂を食べ、体内で砂が詰まって死ぬ場合があるので、幼体を飼育する場合は床材にキッチンペーパーやペットシーツを用いる。ケージ内にはシェルターを設置し、生体が隠れる場所を提供する。また、脱皮不全を防止するため、ケージの一部に湿らせたミズゴケやヤシガラを詰めた容器を置くか、素焼きのウェットシェルターを用いるなどして、湿度の高い場所を設置する。照明は部屋の明るさ程度で十分だが、アルビノ系でない品種は照明を用いると体色の発色がよくなる傾向がある。逆にアルビノ系は目が悪く、周囲が明るいと眩しくて目が開けられなくなるため、アルビノ系の品種を飼育する際は薄暗い環境にする。夜行性のヤモリのため、紫外線の照射は必要ない。
基本的に本種は単独で飼育する。餌・外敵・交尾相手以外の個体には興味を示さない。複数飼育をした場合、幼体や成熟していない個体は、互いの尾に噛み付いて食べ合うことがあり、生体の大きさが大きく異なる場合も共食いを行う。また、成熟したオス同士は縄張り争いによる激しい闘争を行う。メスは複数飼育が可能であるが、これはオスと違ってメスは縄張りを主張しないことや、食べられない大きさであれば他の個体に興味を示さないことによる。他種との同居は、生育環境が類似しており、なおかつ活動範囲が重複しない樹上性の種であれば問題ないことが多い。

### 餌
餌についても生体に最良とされるものが何なのか賛否両論あり、飼育本やブリーダー・飼育経験者ごとに意見が分かれる。生餌、冷凍・乾燥餌、人工餌でそれぞれメリット・デメリットがある。結局のところ各個体に合った餌を飼育者が試しながら見つける必要がある。
生餌の基本はコオロギ、デュビアやミールワーム、シルクワームになり、少なめの頻度でハニーワーム、ピンクマウスも与えることができる。これらの冷凍・乾燥餌も食べる。一部の飼育本やインターネット上のブログなどではミールワームは消化に悪く栄養に偏りがあり主食に合わないとされる書き込みがあるが、消化に悪いとされる科学的根拠は乏しい。多くの海外ブリーダーや飼育者はミールワームのみ（くる病防止のためカルシウム剤も添加）の飼育で幼体と成体の主食として成功しており、研究上もミールワーム単体飼育のほうがコオロギ単体飼育よりも個体が大きく育つ発表がある。このことから、生餌はコオロギのみや、コオロギが絶対必要と主張している一部インターネット上の記載や動画サイトでの紹介は根拠が乏しいと言える。またミールワームはガットローディングも安易でインターネット上からも安易に入手でき保存も楽であることから十分コオロギの代替食となりうる。ハニーワームは拒食を起こした際に使用されることが多いが、嗜好性が高く、生体がハニーワーム以外食べなくなることがある。なお、ハニーワームは高脂肪であることから主食向きではないとされるものの、給餌の頻度を落とし、ビタミン・ミネラル剤を添加すことで適切な主食となりうる可能性については研究発表がないため完全否定することはできない。なおミールワームと異なり、ハニーワームの成虫（ハチノスツヅリカ）は餌として問題なくあげてよいと主張されているインターネットの記事もある。
くる病を防止するために、昆虫餌には毎回必ずカルシウム剤を、また月1回程度はビタミンD3混合剤を添加する。カルシウム剤は餌に添加する以外に小さい容器に入れてケージ内に設置し、生体が好きな時に舐めて摂取できるようにする。給餌の際は、生きたコオロギをケージ内に放すと、コオロギが生体を齧るなどの事故が起きることがあるため、コオロギの頭を潰してから、ピンセットを用いて1匹ずつ給餌した方がよい。大抵の個体はすぐにピンセットから餌を採る。
現在は様々な人工餌も流通しており、多くの個体は人工餌も食べる。人工餌は栄養バランスに優れており、人工餌単体飼育でも生餌のみの飼育より生体が健康的に大きく育つとされている。なお、個体差はあるものの、ピンセットのみならず、餌皿から直接人工餌を食べる個体もいる。乾燥タイプの人工餌の場合、保存も常温で長期間できること、安定供給できること、昆虫が苦手でもあげられること、栄養面でも生餌より優れていることからこれらを食べるよう個体に慣れさせることは有意義なことだと言える。一方でデメリットとしては急に人工餌を食べなくなる個体もいることから何等かの生餌も供給できるような体制が飼育者には求められる。
生餌、人工餌共通の課題として同じ餌を急に食べなくなる個体がいることだが、これが給餌の頻度との関連性については今後の研究課題とされる。生体においての一番良いとされる給餌頻度も賛否両論あり結論は出ていない。成体の場合、1週間に1回、2回、2日に1回が一般的とされるが、これら頻度の差で同じ餌への飽きについて検討する余地はある。一方でどの飼育本でも、個体の栄養状況は尻尾の太さが関連しており、尻尾が太く体重維持できているのであれば給餌の頻度は少なくても問題ないとされる。むしろ低頻度のほうが長寿につながると論じる者もいるが、具体的な研究発表はない。摂取カロリーを減らすことが長寿につながることは哺乳類から昆虫まで幅広い生物に共通とされていることから、ヒョウモントカゲモドキを含めた爬虫類にも当理論が当てはまる可能性はある。
水分は容器に水を入れてケージ内に置くほか、週に2-3回はケージ内の壁面に霧吹きを行うことで与えることもできる。生体に霧吹きの水が直接かからないようにする。なお、人工餌は一般的には水分を含めさせて与えるため、あまり水を飲まない個体にて水分補給のメリットもある。生餌の場合シルクワームは昆虫食の中でも特に水分量が多いとされる。また本種は尻尾に蓄えた脂肪を代謝した際に生じる水でも水分補給していると考えられている。

### 病気・トラブル
本種を飼育するうえで多く見られる病気やトラブルは、脱皮不全、拒食、くる病、寄生虫である。

#### 脱皮不全
脱皮不全は最も多いトラブルで、湿度不足で乾燥した飼育環境にすると、脱皮後、指先などに古い皮が残ったままになる。脱皮不全を放置すると、指先や尾の先などは古い皮に締め付けられて血流が悪くなり、壊死して欠落する。飼育している個体が脱皮不全に陥った場合は、密閉できるケースに湿らせたミズゴケを敷き詰め、その中に脱皮不全を起こした個体を入れて置くか、個体が溺れない程度の深さにぬるま湯を張り温浴をさせることで、皮がふやけて剥がれやすくなる。

#### 拒食
拒食は様々な原因で起きる。温度変化など明らかな要因が無い・不明な場合、幼体で5日、成体で2週間程度餌を食べない場合は拒食を起こしているとされる。

#### くる病
くる病はカルシウム不足が原因で発生する。ヒョウモントカゲモドキの場合、くる病にかかると腰部や四肢が曲がって歩けなくなることが多い。発症した場合、その進行を止めることはできるが、一度変形した部位は完治しないため、予防することが重要である。

#### 寄生虫
寄生虫はクリプトスポリジウムが一時期、世界中で流行した。クリプトスポリジウムに感染した個体はスキニーテールやペンシルテールと呼ばれ、下痢や嘔吐、拒食などの症状が発生し、急激に痩せて尾が細くなり、最終的に死に至る。糞を経由して伝染するうえに根本的な治療法はなく、基本的に治すことはできない。寄生虫対策として道具の使い回しをしない、使用した道具は熱湯消毒する、複数飼育を避ける、感染した生体は隔離する、信頼できる店やブリーダーから生体を入手するなどがある。
日本では本種が在来種のトカゲモドキ類に致死性のあるクリプトスポリジウムの媒介者になる可能性があることから、2005年に要注意外来生物に指定された。2015年には「定着を予防する外来種」のうちの「その他の定着予防外来種」に指定されている（これに伴い要注意外来生物は廃止された）。

#### 自切
飼育している時、自切することがある。これの原因は、ストレスであることが多い。特に床材の変化、一匹で飼っていたところを急に複数で飼い出した等の急な飼育環境の変化を嫌うことが多い。前述の通り、尾には栄養が蓄えられているため、これを切ったことで栄養の不足が発生しやすくなるので、自切したあとはいつもより餌を頻繁にやる、多目にやるといった処置をとるべきである。

### 飼育下繁殖
飼育下繁殖は容易なうえに多産であるため、計画的に行う必要がある。繁殖には、全長20センチメートル前後、生後1年半以上の健康な個体を用いる。雌雄の大きさに差がありすぎると、交尾に失敗することがある。メスは生後5年程度まで産卵が可能である。
確実な繁殖を計画する場合は、数週間程度ケージ内の温度を摂氏25-28度まで低下させ、水のみを与えて絶食させるクーリングを行うと、発情するようになる。飼育下繁殖個体は、成熟していればクーリングを施さなくても交尾を行うことが多い。メスがいるケージにオスを投入すると、メスを見つけたオスはすぐに興奮して交尾を試みる。1回の交尾で受精するとは限らないので、数日程度同じケージに同居させておく。手でメスに触れた後にオスに触れると、手に残ったメスの匂いにオスが反応し、興奮して噛み付くことがある。